# المدرسة الأمريكية الدولية (الكويت)
المدرسة الأمريكية الدولية هي مدرسة أمريكية دولية تقع في محافظة حولي, الكويت. تأسست المدرسة في عام 1991. تدرس جميع الفئات العمرية من الإبتدائية إلى الثانوية. المنهج التعليمي للمدرسة يقوم على كل من المنهج الأمريكي وكذلك المنهج الموضوع من قبل وزارة التربية والتعليم الكويتية.

## الاعتماد الدولي
تم اعتماد «المدرسة الأمريكية الدولية» من قبل كل من :
- البكالوريا الدولية[2] (IB)
- جمعية نيو إنجلاند للمدارس والكليات (NEASC).

## الروابط الخارجية
1. ↑  The American International School (Kuwait) — Good Schools Guide International نسخة محفوظة 26 مايو 2017 على موقع واي باك مشين.
2. ↑  http.www.ibo.org

- U.S. Department of State Office of Overseas Schools Directory of Schools
- Review from the Good Schools Guide International
- AISK at IBO.org (البكالوريا الدولية Organisation)